# Gobemouche de Ceylan
Eumyias sordidus
Espèce
Synonymes
- Glaucomyias sordida Walden, 1870
- Eumyias sordida (Walden, 1870)[1]
- Muscicapa sordida[1]

Statut de conservation UICN

 NT  : Quasi menacé
Le Gobemouche de Ceylan (Eumyias sordidus) est une espèce d'oiseaux de la famille des Muscicapidae. Cet oiseau est endémique des montagnes du centre du Sri Lanka.

## Systématique
L'espèce Eumyias sordidus a été décrite pour la première fois en 1870 par l'ornithologue britannique Arthur Hay, vicomte de Walden (1824-1878) sous le protonyme Glaucomyias sordida.

## Publication originale
- (en) Arthur, Viscount Walden, « Descriptions of some new species of birds from Southern Asia », Annals and Magazine of Natural History, Londres, Taylor & Francis, vol. 5, no 27,‎ 1870, p. 218-220 (ISSN 0374-5481, OCLC 1481361, DOI 10.1080/00222937008696141, lire en ligne).